# With a Child's Heart
With a Child's Heart is een lied van de zanger Stevie Wonder van zijn album Up-Tight. Het lied werd uitgebracht als de B-kant van de single "Nothing's Too Good for My Baby".
Het lied werd later gecoverd door de toen 14-jarige zanger Michael Jackson en uitgebracht als de eerste single van zijn album Music & Me. Het lied bereikte een hoogtepunt op de 50e plek in de Billboard Pop singles chart, de 14e plek in de Amerikaanse R&B chart en de 23e plek in de American adult contemporary chart.

## Charts
| Grafiek (1973)                | Peak Positie |
| ----------------------------- | ------------ |
| Amerikaanse Billboard Hot 100 | 50           |
| Amerikaanse Cash Box Top 100  | 14           |
| Turkije Top 20 Grafiek        | 13           |